# Ludlow (Shropshire)
Ludlow is een civil parish in het bestuurlijke gebied South Shropshire, in het Engelse graafschap Shropshire. De plaats telt 10.266 inwoners.
Het plaatsje staat bekend om het Ludlow Festival, een groot jaarlijks festival dat voor een groot deel in het kader staat van Shakespeare.

## Geboren
- Roger Mortimer (1328-1360), edelman
- Henry Peach Robinson (1830-1901), fotograaf